# علی‌اصغر بذری
علی‌اصغر بذری (زادهٔ ۲۰ شهریور ۱۳۵۹ در بهشهر) کشتی‌گیر آزادکار ایرانی است. وی یک مدال نقرهٔ قهرمانی جهان ۲۰۰۶ و یک مدال طلای بازی‌های آسیایی ۲۰۰۶ دوحه را در دستهٔ ۷۴ کیلو به دست آورده‌است.